# エルザ・トリオレ
エルザ・トリオレ (Elsa Triolet, 1896年9月24日 - 1970年6月16日) は、モスクワ生まれのフランスの作家、小説家。出生名はエラ・ユーリエヴナ・カガン (Элла Юрьевна Каган)

## 生涯

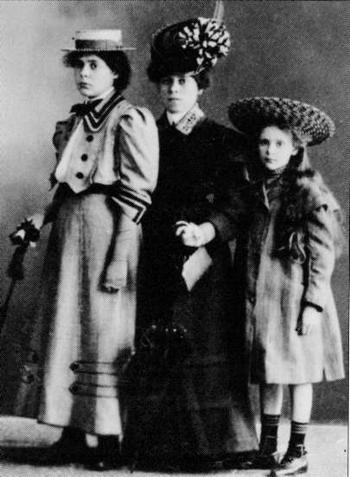
左から姉リーリャ、母エレーナ、エルザ、1906年撮影

ロシア帝国モスクワで裕福な知識人の家庭に誕生した。ユダヤ人の父は弁護士、母はモスクワ音楽院を卒業したピアニスト、音楽教師。姉リーリャ・ブリークは、のちに詩人ウラジーミル・マヤコフスキーと愛人関係となる。幼少期のころより親からピアノを習い、ドイツ語やフランス語を学んだ。モスクワにある建築系の学校で学び建築の学位を取得した。姉の友人だったロマン・ヤコブソンやボリス・パステルナークと知り合う。この頃から詩作を始めて、1911年にマヤコフスキーと出会った。1915年にエルザは姉にマヤコフスキーを紹介し、姉とマヤコフスキーは出会ってすぐさま恋愛関係に陥った。
ロシアでフランス人の将校アンドレ・トリオレと知り合い、1918年にロシアを離れ、翌年、フランスのパリでアンドレ・トリオレと結婚、エラからエルザに名を変更。夫とともに太平洋の島タヒチに渡航した。のちの1925年にタヒチ滞在中に心動かされたことを題材にしたロシア語の小説『タヒチで』をレニングラードで刊行した。
1921年に夫を残したままロンドンやベルリンに居住。ベルリン滞在中にヴィクトル・シクロフスキーと交友し、そしてまた当時、西欧に滞在していたマクシム・ゴーリキーから薫陶を受け、文学的才能を絶賛された。
1924年ごろにパリのモンパルナスに移ってシュルレアリスムの作家や芸術家と交友した。1928年、モンパルナスにあるカフェ・ブラッスリー「ラ・クーポール」でルイ・アラゴンと出会い、のちの1939年にアラゴンと再婚した。三作のロシア語の小説を発表したあと1938年に初めてフランス語で執筆した小説『今晩はテレーズ』を発表。マヤコフスキーが自殺して数年経った1938年にマヤコフスキーについてつづった『マヤコーフスキイ 詩と思い出』を刊行した。戦時中はアラゴンとともにレジスタンスに参加。地下出版社の深夜叢書からローラン・ダニエルの偽名で『アヴィニヨンの恋人』を地下出版した。
1944年に小説『最初のほころびは200フランかかる』で女性として史上初めてフランスの文学賞であるゴンクール賞を受賞。戦後も『誰も私を愛さない』、『赤い馬:人間のさまざまな意図』、『幻の薔薇』、『ルナ＝パーク』といった小説を発表している。また1954年にはアントン・チェーホフの生涯を追った『チェーホフ その生涯と作品』を刊行。1970年、フランス北中部のコミューンサン＝タルヌー＝アン＝イヴリーヌで心臓発作により死去した。

## 邦訳

### 小説、中短編小説
- 『赤い馬:人間のさまざまな意図』〈上下巻〉、(河合亨訳、白水社、1955年)
- 『誰も私を愛さない』、(菊池章一訳、講談社、1956年)
- 『アンリ・カステラ』(『世界の文学 第52 (フランス名作集)』所収)、(長塚隆二訳、中央公論社、1966年)
- 『月の光』(『フランス短篇24』所収)、(橋本一明訳、集英社、1975年)
- 『最初のほころびは二百フランかかる』(『世界短編名作選 フランス編2』所収)、（広田正敏訳、新日本出版社、1978年）
- 『今晩はテレーズ』、（広田正敏訳、創土社、1980年）
- 『幻の薔薇』、(戸田聰子、塩谷百合子、鍋倉伸子共訳、河出書房新社、1999年)
- 『ルナ＝パーク』、(鍋倉伸子、戸田聰子共訳、河出書房新社、2011年)

### ノンフィクション
- 『マヤコーフスキイ 詩と思い出』、（神西清訳、創元社、1952年）
- 『アヴィニヨンの恋人』、（川俣晃自訳、岩波書店、1953年）
- 『チェーホフ その生涯と作品』、(川俣晃自訳、岩波書店、1955年)
- 『ことばの森の狩人』、(田村俶訳、新潮社、1976年)